# Кравец, Артём Анатольевич
Артём Анато́льевич Краве́ц (укр. Артем Анатолійович Кравець; род. 3 июня 1989[…], Днепродзержинск, Днепропетровская область) — украинский футболист, нападающий. Выступал за сборную Украины по футболу.

## Биография

### Клубная карьера
Начал играть в родном городе Днепродзержинске. Первый тренер — Дмитрий Дмитриевич Лоик. В ДЮФЛ выступал за днепродзержинскую «Надежду», днепропетровский «Интер» и киевское «Динамо». 29 апреля 2006 года дебютировал в профессиональном футболе в матче Второй лиги Украины против Ивано-Франковского «Прикарпатья» (0:0).

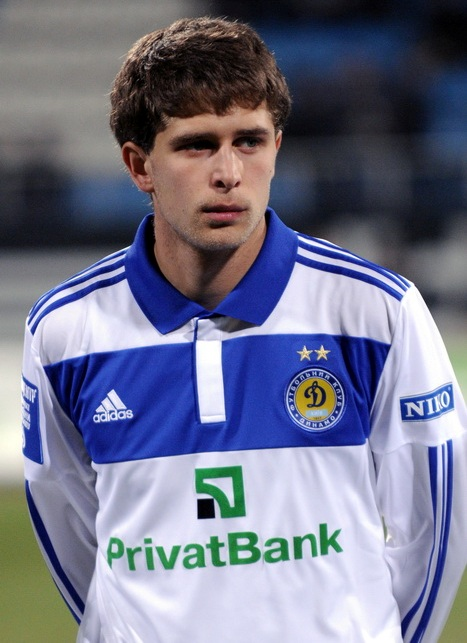
Артём Кравец в составе «Динамо» (Киев) в 2011 году

29 декабря 2015 года было официально объявлено о переходе Артёма на правах аренды до конца сезона 2015/16 в немецкий «Штутгарт», арендное соглашение было подписано на срок с 1 января по 30 июня 2016 года. 3 января 2016 года Артём Кравец лично сообщил о своём официальном переходе в «Штутгарт». 30 января 2016 года забил свой первый гол за немецкую команду, принеся «Штутгарту» победу над «Гамбургом» со счётом 2:1.
30 августа 2016 года официальный сайт «Гранады» объявил о годичной аренде футболиста.
В июле 2017 года вернулся из аренды в киевское «Динамо». В первой половине сезона сыграл за киевлян только 5 матчей в чемпионате и 3 — в еврокубках.
15 января 2018 года стало известно о переходе Кравца в турецкий «Кайсериспор».
20 августа 2020 года по истечении своего контракта с «Кайсериспором» вернулся в «Динамо», подписав соглашение на 2 года с возможностью пролонгации. 19 сентября 2020 года вышел на замену в домашнем матче чемпионата Украины против ФК «Львов», проведя на поле 23 минуты. 21 сентября 2020 года по взаимной договорённости с президентом и главным тренером разорвал контракт. В СМИ причиной расторжения контракта назывался конфликт между игроком и главным тренером команды Мирчей Луческу, однако сам Кравец категорически отверг эту версию, утверждая, что рассчитывал получать больше игровой практики с целью попасть в состав сборной Украины на Евро-2020.
22 сентября, на следующий день после ухода из «Динамо», подписал контракт на 2 года с турецким клубом «Коньяспор».
29 января 2023 года объявил о завершении карьеры футболиста.

### Карьера в сборной
В 2006 году провёл 7 игр за юношескую сборную Украины до 17 лет. С 2006 года по 2008 год выступал за сборную до 19 лет, в составе которой сыграл 19 матчей и забил 11 мячей. Также он был признан лучшим полузащитником на мемориале Гранаткина в 2007 году.

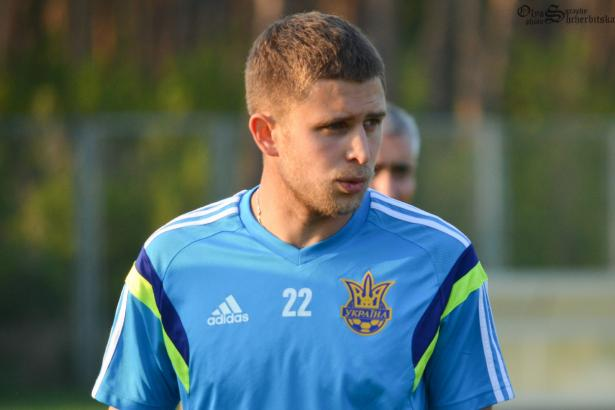
Кравец в составе сборной Украины

С 2008 года по 2010 год защищал цвета молодёжной сборной Украины до 21 года. Кравец провёл всего 6 игр.
Впервые в национальную сборную Украины он был вызван Алексеем Михайличенко в марте 2008 года на товарищеский матч против Сербии. Но Кравец получил травму и не смог сыграть в матче. В следующий раз в сборную он был вызван через год, в марте 2009 года на матч квалификации к чемпионату мира 2010 против сборной Англии. На тренировке он получил травму — надрыв передней поверхности бедра, из-за которой предположительно он не мог играть около трёх недель.
В январе 2011 года третий раз был вызван в расположение сборной Украины, на товарищеский турнир в Кипре. В сборной дебютировал 8 февраля 2011 года в матче против Румынии (2:2 основное время, 2:4 по пенальти), Кравец вышел на 68 минуте вместо Александра Алиева. В финальном матче турнира Украина одержала победу над Швецией (1:1 основное время, 5:4 по пенальти).

## Достижения
«Динамо» (Киев)
- Чемпион Украины (2): 2008/09, 2014/15
- Обладатель Суперкубка Украины: 2007
- Обладатель Кубка Украины: 2013/14

## Личная жизнь
Со своей будущей супругой Анной начинающий футболист познакомился в интернете в начале 2008 года, а 3 декабря 2010 года они поженились. 25 ноября 2017 года у пары родились двое детей-близнецов — Владислав и Иван. В конце апреля 2020 года Артём и Анна заявили о своём расставании, однако позже изменили своё решение.

## Статистика
| Сезон                      | Клуб                       | Чемпионат | Чемпионат | Кубок | Кубок | Еврокубки | Еврокубки | Всего | Всего |
| Сезон                      | Клуб                       | Игры      | Голы      | Игры  | Голы  | Игры      | Голы      | Игры  | Голы  |
| -------------------------- | -------------------------- | --------- | --------- | ----- | ----- | --------- | --------- | ----- | ----- |
| 2005/06                    | → Динамо-2                 | 3         | 0         | —     | —     | —         | —         | 3     | 0     |
| 2006/07                    | → Динамо-2                 | 20        | 3         | —     | —     | —         | —         | 20    | 3     |
| 2007/08                    | → Динамо-2                 | 11        | 3         | —     | —     | —         | —         | 11    | 3     |
| Всего за «Динамо-2» (Киев) | Всего за «Динамо-2» (Киев) | 34        | 6         | —     | —     | —         | —         | 34    | 6     |
| 2006/07                    | Динамо (Киев)              | 1         | 0         | 0     | 0     | 0         | 0         | 1     | 0     |
| 2007/08                    | Динамо (Киев)              | 11        | 3         | 3     | 0     | 1         | 0         | 15    | 3     |
| 2008/09                    | Динамо (Киев)              | 12        | 4         | 1     | 1     | 10        | 2         | 23    | 7     |
| 2009/10                    | Динамо (Киев)              | 9         | 1         | 1     | 0     | 1         | 0         | 11    | 1     |
| 2010/11                    | Динамо (Киев)              | 11        | 3         | 2     | 0     | 5         | 0         | 18    | 3     |
| 2011/12                    | Динамо (Киев)              | 0         | 0         | 0     | 0     | 0         | 0         | 0     | 0     |
| 2012/13                    | Динамо (Киев)              | 1         | 2         | 0     | 0     | 0         | 0         | 1     | 2     |
| 2013/14                    | → Арсенал (Киев)           | 10        | 3         | 1     | 0     | —         | —         | 11    | 3     |
| Всего за «Арсенал» (Киев)  | Всего за «Арсенал» (Киев)  | 10        | 3         | 1     | 0     | 0         | 0         | 11    | 3     |
| 2013/14                    | Динамо (Киев)              | 0         | 0         | 0     | 0     | 1         | 0         | 1     | 0     |
| 2014/15                    | Динамо (Киев)              | 24        | 15        | 6     | 2     | 10        | 2         | 40    | 18    |
| 2015/16                    | Динамо (Киев)              | 12        | 2         | 2     | 1     | 4         | 0         | 18    | 3     |
| 2015/16                    | → Штутгарт                 | 15        | 1         | 1     | 0     | 0         | 0         | 16    | 1     |
| Всего за «Штутгарт»        | Всего за «Штутгарт»        | 15        | 1         | 1     | 0     | 0         | 0         | 16    | 1     |
| 2016/17                    | → Гранада                  | 26        | 5         | 0     | 0     | —         | —         | 26    | 5     |
| Всего за «Гранаду»         | Всего за «Гранаду»         | 26        | 5         | 0     | 0     | 0         | 0         | 26    | 5     |
| 2017/18                    | Динамо (Киев)              | 9         | 3         | 1     | 2     | 5         | 0         | 15    | 5     |
| 2017/18                    | Кайсериспор                | 13        | 3         | 1     | 1     | —         | —         | 14    | 4     |
| 2018/19                    | Кайсериспор                | 23        | 5         | 4     | 3     | —         | —         | 27    | 8     |
| 2019/20                    | Кайсериспор                | 19        | 8         | 3     | 1     | —         | —         | 22    | 9     |
| Всего за «Кайсериспор»     | Всего за «Кайсериспор»     | 55        | 16        | 8     | 5     | —         | —         | 63    | 21    |
| 2020/21                    | Динамо (Киев)              | 1         | 0         | —     | —     | —         | —         | 1     | 0     |
| Всего за «Динамо» (Киев)   | Всего за «Динамо» (Киев)   | 91        | 33        | 16    | 6     | 37        | 4         | 144   | 43    |
| 2020/21                    | Коньяспор                  | 29        | 9         | 1     | 0     | —         | —         | 30    | 9     |
| 2021/22                    | Коньяспор                  | 0         | 0         | 1     | 0     | —         | —         | 1     | 0     |
| Всего за «Коньяспор»       | Всего за «Коньяспор»       | 29        | 9         | 2     | 0     | 0         | 0         | 31    | 9     |
| 2022/23                    | Сакарьяспор                | 6         | 0         | 1     | 0     | —         | —         | 7     | 0     |
| Всего за «Сакарьяспор»     | Всего за «Сакарьяспор»     | 6         | 0         | 1     | 0     | —         | —         | 7     | 0     |
| Всего за карьеру           | Всего за карьеру           | 266       | 73        | 29    | 11    | 37        | 4         | 332   | 88    |

## Статистика игр за национальную сборную
| Сборная | Товарищеские | Товарищеские | Турниры | Турниры | Всего | Всего |
| Сборная | Игры         | Голы         | Игры    | Голы    | Игры  | Голы  |
| ------- | ------------ | ------------ | ------- | ------- | ----- | ----- |
| Украина | 4            | 1            | 12      | 6       | 16    | 7     |